# Димитриос Дему
Димитриос Дему (на румънски: Dumitru Demu; на испански: Dimitrios Demu) е румънски и венецуелски скулптор.

## Биография
Роден е на 7 октомври 1920 година в берското арумънско (влашко) Доляни, днес Кумария, Гърция, във влашко семейство. На 8 години по програмата на румънското правителство за заселване на Южна Добруджа с арумъни емигрира заедно със семейството си в Каварна. От 1930 до 1938 година учи в гимназията в Брашов, а след това завършва Академията по изящни изкуства в Букурещ под ръководството на известния румънски скулптор Корнел Медрея. След това Диму прави редица самостоятелни изложби в Румъния и чужбина, а също така участва в множество колективни изложби. Носител е на редица престижни награди. В 1964 година напуска Румъния и след кратък престой в Гърция и Франция се установява в Барселона, Венецуела. В 1965 година се установява в Лечерия, Венецуела. Умира на 3 ноември 1997 година. В 2013 година къщата му в Лечерия е превърната в музей, посветен на Димитриос Диму.

## Творчество
Димитриос Диму е автор на серия монументални скулптури в Румъния, СССР, Франция, Гърция, Венецуела, САЩ и други.